# Yin und Yang (Symbol)

Taiji, das Symbol für Yin und Yang

Das Yin-Yang-Symbol, chinesisch Taijitu (chinesisch 太極圖 / 太极图, Pinyin Tàijí Tú, wörtlich „Symbol des sehr großen Äußersten/Höchsten“), ist ein im chinesischen Daoismus und auch Neukonfuzianismus verwendetes Zeichen (chinesisch tu, Symbol oder Diagramm) für das als Ursprung der Welt aufgefasste Taiji („sehr große Äußerste“). Das Bildmuster ist zudem bei den Kelten, Etruskern und Römern verbreitet.

## Geometrische Figur

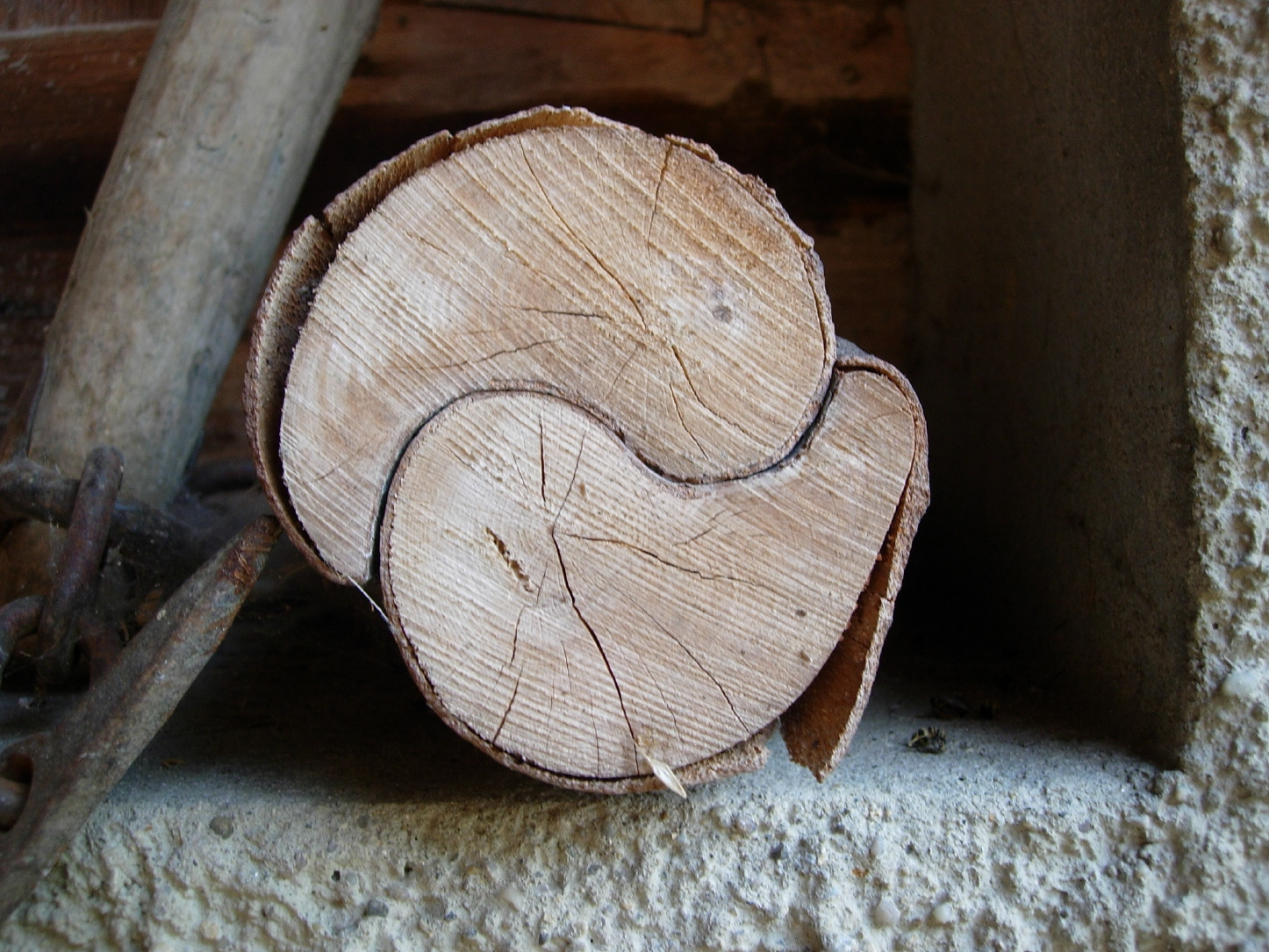
Natürlich verwachsener Baumstamm

Das Yin-Yang-Symbol ist ein Bildmuster, dessen zahlreiche Variationen meist aus kreisförmigen Linien bestehen, die in Bewegung zu sein scheinen. Das klassische daoistische Symbol lässt sich mit Hilfe eines Zirkels und eines Lineals zeichnen: man schlägt auf dem Durchmesser eines Kreises zwei sich nicht überschneidende Kreise, deren Durchmesser jeweils dem Radius des äußeren Kreises entspricht; man behält nur die Linie, die ein „S“ beschreibt, und entfernt die andere. Auf diese Weise entsteht eine Spiralform, die daoistische Texte mit einem Paar Fische vergleichen, das Kopf und Schwanz aneinander schmiegt. Dieses Grundmuster ist nicht nur ein Produkt der menschlichen Vorstellungskraft, sondern findet sich auch – weniger geometrisch genau – in der Natur wieder (siehe Bild). Im Taiji enthalten die beiden unterschiedlich gefärbten Hälften jeweils zusätzlich einen Punkt entgegengesetzter Farbe.

## Europäische Zeichen

### Kelten

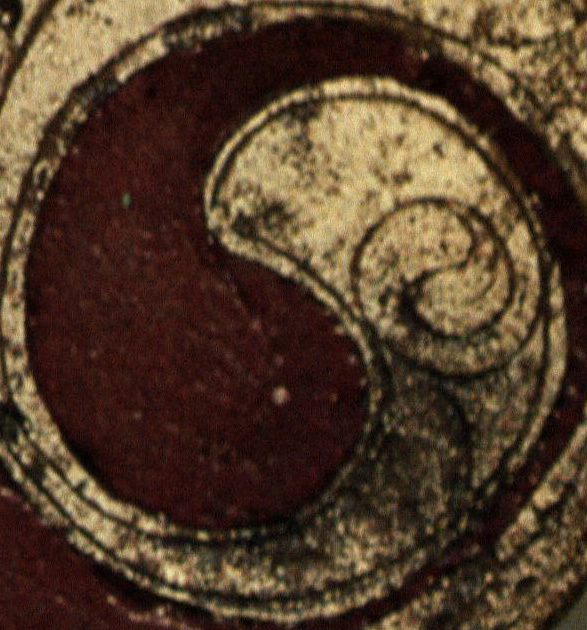
Keltisches Yin-Yang-Motiv auf einer emaillierten Bronzeplatte (Mitte des 1. Jh. n. Chr.)

In der keltischen Kunst lässt sich das Motiv zweier verschränkter Kommata, die um die eigene Achse zu kreisen scheinen, bis ins späte 5. Jahrhundert v. Chr. zurückverfolgen. Kunsthistoriker der La-Tène-Kultur verwenden für diese Form unter Bezugnahme auf das viel jüngere chinesische Zeichen den anachronistischen Begriff „Yin und Yang“.
Die frühesten keltischen Yin und Yangs treten normalerweise nicht als eigenständige Zeichen auf, sondern innerhalb größerer Blumen- oder Tiermuster, wo sie wirbelnde Blätter am Fuße einer Palmette oder stilisierte Schwänze von Seepferdchen darstellen. Ab dem 3. Jahrhundert v. Chr. entwickelt sich ein abstrakterer Stil, in dem das Yin-und-Yang-Symbol nun auch als Hauptmotiv in der Ornamentik auftritt. Zwar lässt sich nicht genau feststellen, ob die Kelten dem Zeichen einen besonderen symbolischen Wert beigemessen haben, aber in solchen Fällen, wo es durch eine hervorgehobene Platzierung betont wird, wie etwa am oberen Ende einer Schwertscheide, scheint sein Gebrauch in der Tat apotropäisch (verwendet, um Dämonen abzuwehren) gewesen zu sein.

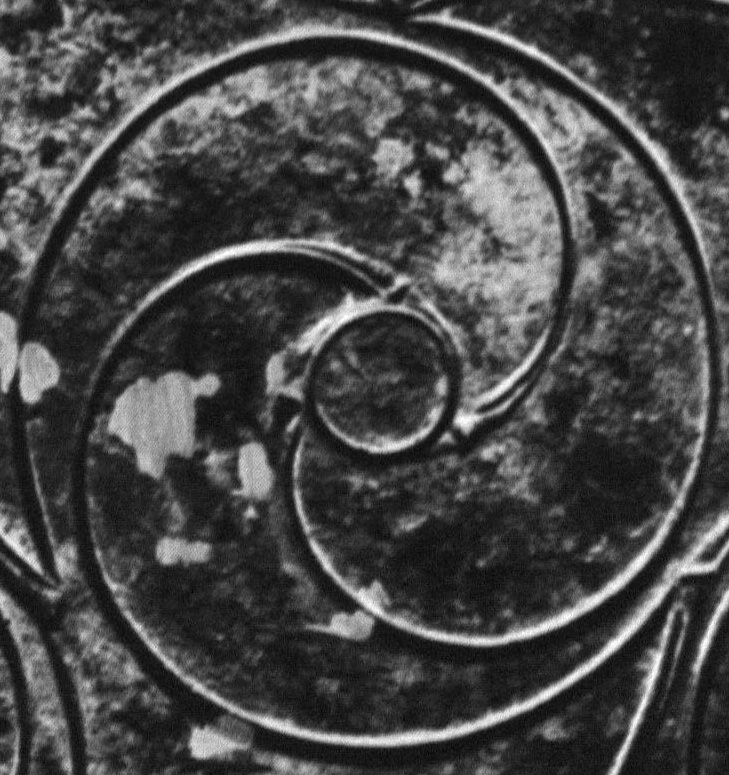
Keltischer Dreierwirbel

Im Unterschied zum klassischen daoistischen Emblem fehlt es den keltischen Yin und Yangs am Element der gegenseitigen Durchdringung; auch die beiden Hälften sind nicht immer in verschiedenen Farben gehalten. Im Einklang mit der dynamischen Natur der keltischen Symbolik, die sich durch eine ausgeprägte Vorliebe für kurvenförmige Linienführung auszeichnet, sind die Kreise oft nicht ganz geschlossen, so dass der Eindruck von endlos um die eigene Achse wirbelnder Blätterpaare entsteht. Auf einigen Metallobjekten heben sich die Yin-Yang-Ornamente auch plastisch vom Hintergrund ab.
Das Symbol erfreute sich bei den Kelten einiger Beliebtheit und zierte eine Vielzahl von Kunst- und Alltagsgegenständen, darunter etwa Schnabelkannen, Helme, Vasen, Schalen, Halsbänder, Anstecknadeln, Broschen und Messerschneiden. Während der keltische Zeichenschatz auf dem Kontinent durch die römische Kunst verdrängt wurde, konnte er sich auf Irland halten und lebte in der nachrömischen Epoche in Britannien sogar wieder auf (siehe insulare Buchmalerei); so finden sich Dreierwirbel als Bestandteile von Triskelen im 7. Jahrhundert im berühmten Book of Durrow (folio 3v) wieder.

### Etrusker
In der etruskischen Kunst tritt das Yin-und-Yang-Motiv erstmals am Ende des 4. Jahrhunderts v. Chr. in Erscheinung, womöglich durch den zunehmenden Kontakt mit den über die Alpen eindringenden Kelten; es findet sich in einem Faliskergrab großformatig auf dem Bauch zweier Oinochoen, wo das für das keltische Yin und Yang nun typische geometrische Muster eine Verbindung mit etruskischer Floralornamentik eingeht.

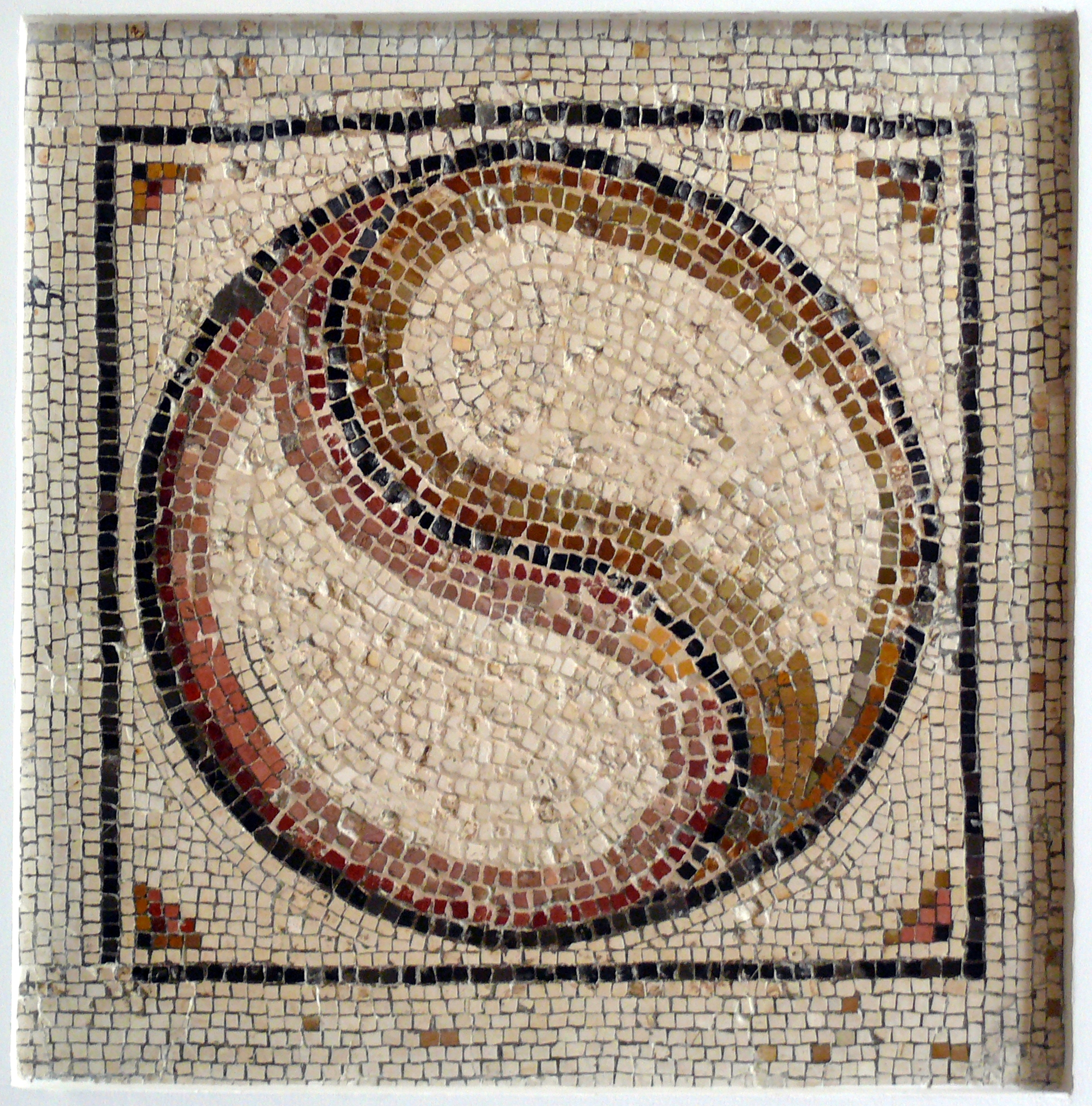
Yin-Yang-Motiv aus Sousse

Schildwappen der weströmischen Infanterieeinheit armigeri defensores seniores (um 430 n. Chr.)

### Römer
Ein Mosaik aus einer römischen Villa in Sousse (Tunesien) zeigt die durch eine „S“-Linie getrennten Hälften, allerdings ohne die Punkte.
Das klassische Yin-und-Yang-Muster  ist – zum ersten Mal – abgebildet in der spätantiken Notitia Dignitatum, einer Auflistung von Schildwappen der römischen Armee aus der Zeit um 430 n. Chr. Die Zeichnungen sind in drei Handschriften überliefert: Das Symbol einer Infanterieeinheit, der armigeri defensores seniores („Schildträger“), entspricht bis auf die Farbwahl dem klassischen fernöstlichen Yin und Yang. Eine andere Abteilung aus dem weströmischen Fußvolk, die Pseudocomitatenses Mauri Osismiaci, führte ein Wappen mit denselben „fischartigen“ Umrissen im Schild; hier besitzen die beiden Punkte die gleiche Farbe. Ein drittes Infanterieregiment, die Thebaei, hatte ein Muster, das der statischen Variante des ostasiatischen Taiji vergleichbar ist: drei konzentrische Kreise, die durch einen senkrechten Strich in der Mitte so voneinander getrennt sind, so dass auf jeder Seite die Farbabfolge sich in umgekehrter Ordnung zur anderen Hälfte bewegt. Die römischen Yin-und-Yang-gleichen Symbole gehen den späteren, daoistischen Varianten um mehrere Jahrhunderte voraus:

„Was das erstmalige Auftreten der Ikonographie des Yin-Yang im Zeitverlauf anbelangt, so wird berichtet, dass die frühesten Darstellungen des Yin-Yang in China, zumindest solche, die auf uns gekommen sind, bis ins 11. Jh. n. Chr. zurückreichen, obgleich von diesen beiden Prinzipien bereits im 4. oder 5. Jh. v. Chr. gesprochen wurde. Mit der Notitia Dignitatum befinden wir uns dagegen im 4. oder 5. Jh. n. Chr., also in ikonographischer Hinsicht beinahe sieben Jahrhunderte früher als die ältesten Beispiele aus China.“

### Neuzeit, EDV
Im Zeichencodierungsstandard Unicode ist dem Yin-und-Yang-Symbol der Codepunkt U+262F (dezimal 9775) im Unicode-Block Verschiedene Symbole zugewiesen. In HTML wird es mit &#9775; codiert. Das Zeichen erscheint als ☯.

## Daoismus
Das Taijitu ist in China erst im 11. Jahrhundert bezeugt. Es entstand in einem daoistischen Milieu, wobei den Angaben der Quellen zufolge das erstmals im 10. Jahrhundert auftauchende daoistische Wujitu („Symbol desjenigen, das kein Äußerstes/Höchstes hat“) den Ausgangspunkt bildete. In den ersten Jahrhunderten seiner Verwendung hatte das Taijitu unterschiedliche Formen; die ältesten weisen noch keinerlei Ähnlichkeit mit der später gebräuchlichen „fischartigen“ Form  auf. Es waren oft konzentrische schwarze und weiße oder halb schwarze, halb weiße Kreise. Die innerste Kreisfläche war stets weiß. Die weiße Farbe stand für das Prinzip Yang, die schwarze für das Prinzip Yin. Die heute allgemein gebräuchliche „fischartige“ Form entstand erst in der Zeit der Ming-Dynastie, die 1368 an die Macht kam.
Der neokonfuzianische Philosoph Zhou Dunyi (1017–1073) verfasste eine Abhandlung „Taiji Tu Shuo“ (chinesisch 太極圖說 / 太极图说, Pinyin Tàijí Tú Shuō – „Erklärung des Taijitu“), mit der die neukonfuzianische Rezeption des Taijitu begann. Der im 12. Jahrhundert lebende Neokonfuzianer Zhu Xi verschaffte dem Taiji Tu Shuo allgemeine Anerkennung in neokonfuzianischen Kreisen.

## Galerie

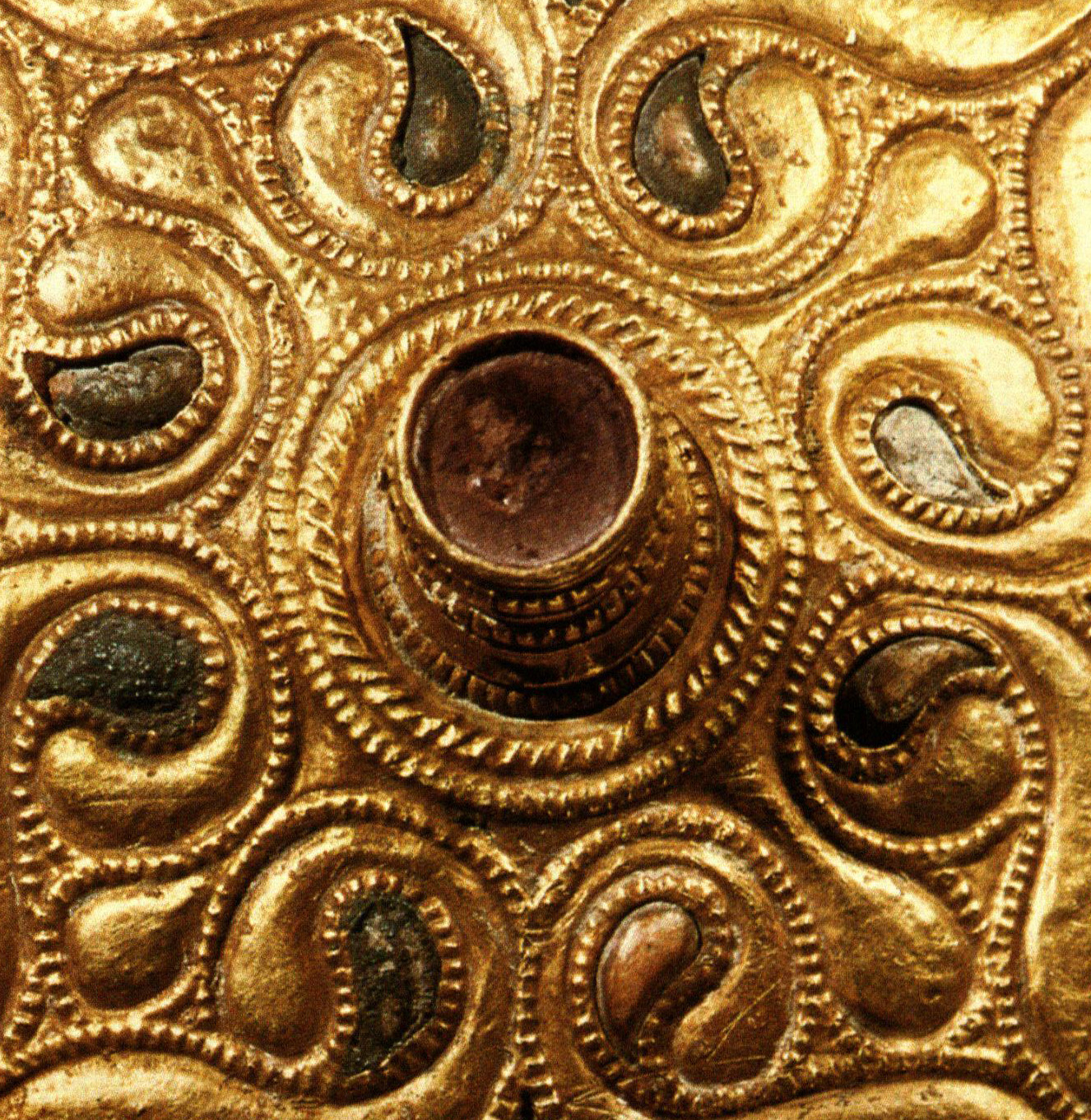
Yin-und-Yang-Wirbel auf einer vergoldeten keltischen Scheibe (frühes 4. Jh. v. Chr.)
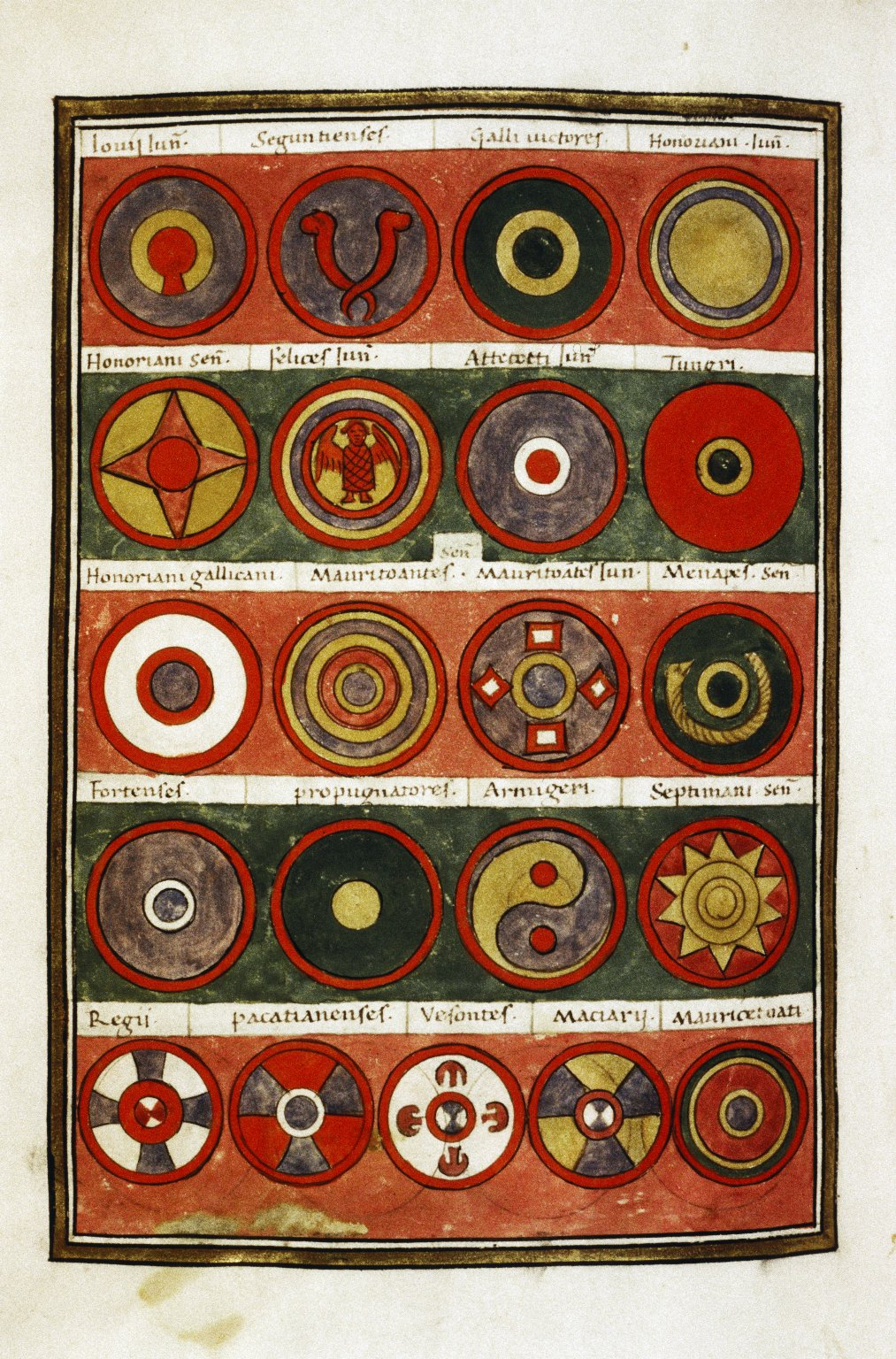
Schildwappen der weströmischen Infanterieeinheit armigeri defensores seniores (um 430 n. Chr.)
Schildwappen der weströmischen Mauri Osismiaci (um 430 n. Chr.)[15]
Schildwappen der Thebaei (um 430 n. Chr.)[15]
Nationalwappen der Mongolei
Nationalflagge Südkoreas